# Gilbertiodendron bilineatum
Gilbertiodendron bilineatum là một loài rau đậu thuộc họ Fabaceae.
Loài này có ở Bờ Biển Ngà, Ghana, Liberia, và Sierra Leone.
Chúng hiện đang bị đe dọa vì mất môi trường sống.